# Koripallon miesten SM-sarjakausi 1958
La Koripallon miesten SM-sarjakausi 1958 è stata la 18ª edizione del massimo campionato finlandese di pallacanestro maschile. La vittoria finale è stata ad appannaggio del KTP-Basket.

## Risultati

### Stagione regolare
|     | Squadra                  | G  | V  | N | P  | PF   | PS   | Pt. | Qualificazione |
| --- | ------------------------ | -- | -- | - | -- | ---- | ---- | --- | -------------- |
| 1.  | KTP-Basket               | 22 | 17 | 0 | 5  | 1567 | 1265 | 34  |                |
| 2.  | Tampereen Pyrintö        | 22 | 15 | 2 | 5  | 1617 | 1375 | 32  |                |
| 3.  | Helsingin Jyry           | 22 | 16 | 0 | 6  | 1498 | 1318 | 32  |                |
| 4.  | Työväen Maila-Pojat      | 22 | 14 | 1 | 7  | 1301 | 1250 | 29  |                |
| 5.  | Pantterit                | 22 | 13 | 0 | 9  | 1633 | 1423 | 26  |                |
| 6.  | ToPo Helsinki            | 22 | 10 | 3 | 9  | 1325 | 1283 | 23  |                |
| 7.  | Helsingin Urheilijat -41 | 22 | 10 | 1 | 11 | 1364 | 1467 | 21  |                |
| 8.  | Hels. Kisa-Toverit       | 22 | 8  | 0 | 14 | 1296 | 1387 | 16  |                |
| 9.  | Namika Lahti             | 22 | 8  | 0 | 14 | 1328 | 1496 | 16  |                |
| 10. | Karhun Pojat             | 22 | 6  | 1 | 15 | 1313 | 1498 | 13  | retrocesse     |
| 11. | Turun Urheiluliitto      | 22 | 6  | 0 | 16 | 1190 | 1374 | 12  | retrocesse     |
| 12. | Helsingin Visa           | 22 | 5  | 0 | 17 | 1218 | 1516 | 10  | retrocesse     |

| Koripallon miesten SM-sarjakausi 1958 |
| ------------------------------------- |
| KTP-Basket 1º titolo                  |

## Formazione vincitrice
| N° | Naz.                 | Ruolo | Sportivo          |  | Alt. |  |
| -- | -------------------- | ----- | ----------------- |  | ---- |  |
|    | Finlandia (bandiera) |       | Tony Bärlund      |  | 192  |  |
|    | Finlandia (bandiera) |       | Osmo Forss        |  | 180  |  |
|    | Finlandia (bandiera) |       | Seppo Jäntti      |  | 186  |  |
|    | Finlandia (bandiera) |       | Veijo Kuusisto    |  | 187  |  |
|    | Finlandia (bandiera) |       | Antti Lyytikäinen |  | 185  |  |
|    | Finlandia (bandiera) |       | Matti Mänttäri    |  | 175  |  |
|    | Finlandia (bandiera) |       | Reino Miettinen   |  | 188  |  |
|    | Finlandia (bandiera) |       | Veijo Nielsen     |  | 180  |  |
|    | Finlandia (bandiera) |       | Kauko Paakkari    |  | 185  |  |
|    | Finlandia (bandiera) |       | Jouko Paakkari    |  | 186  |  |
|    | Finlandia (bandiera) |       | Timo Toikka       |  | 194  |  |
|    | Finlandia (bandiera) |       | Timo Tuurnala     |  | 186  |  |
|    | Finlandia (bandiera) |       | Alpo Tuurnala     |  | 188  |  |
|    | Finlandia (bandiera) | All.  | Erkki Hiltunen    |  |      |  |